# Apostolska nunciatura v Makedoniji
Apostolska nunciatura v Makedoniji je diplomatsko prestavništvo (veleposlaništvo) Svetega sedeža v Makedoniji.
Trenutni apostolski nuncij je Janusz Bolonek.

## Seznam apostolskih nuncijev
- Edmond Y. Farhat (26. julij 1995–11. december 2001)
- Marian Oles (11. december 2001–1. maj 2002)
- Giuseppe Leanza (18. maj 2002–22. februar 2003)
- Santos Abril y Castelló (12. april 2003–9. januar 2011)
- Janusz Bolonek (4. maj 2011–danes)